# Ocnele Mari
Ocnele Mari là một thị xã thuộc hạt Vâlcea, România. Dân số thời điểm năm 2002 là 3578 người.